# Зардес, Гьяси
Гья́си Эй За́рдес (англ. Gyasi A. Zardes; род. 2 сентября 1991, Хоторн, Калифорния, США) — американский футболист, нападающий клуба «Остин». Выступал за сборную США.

## Клубная карьера

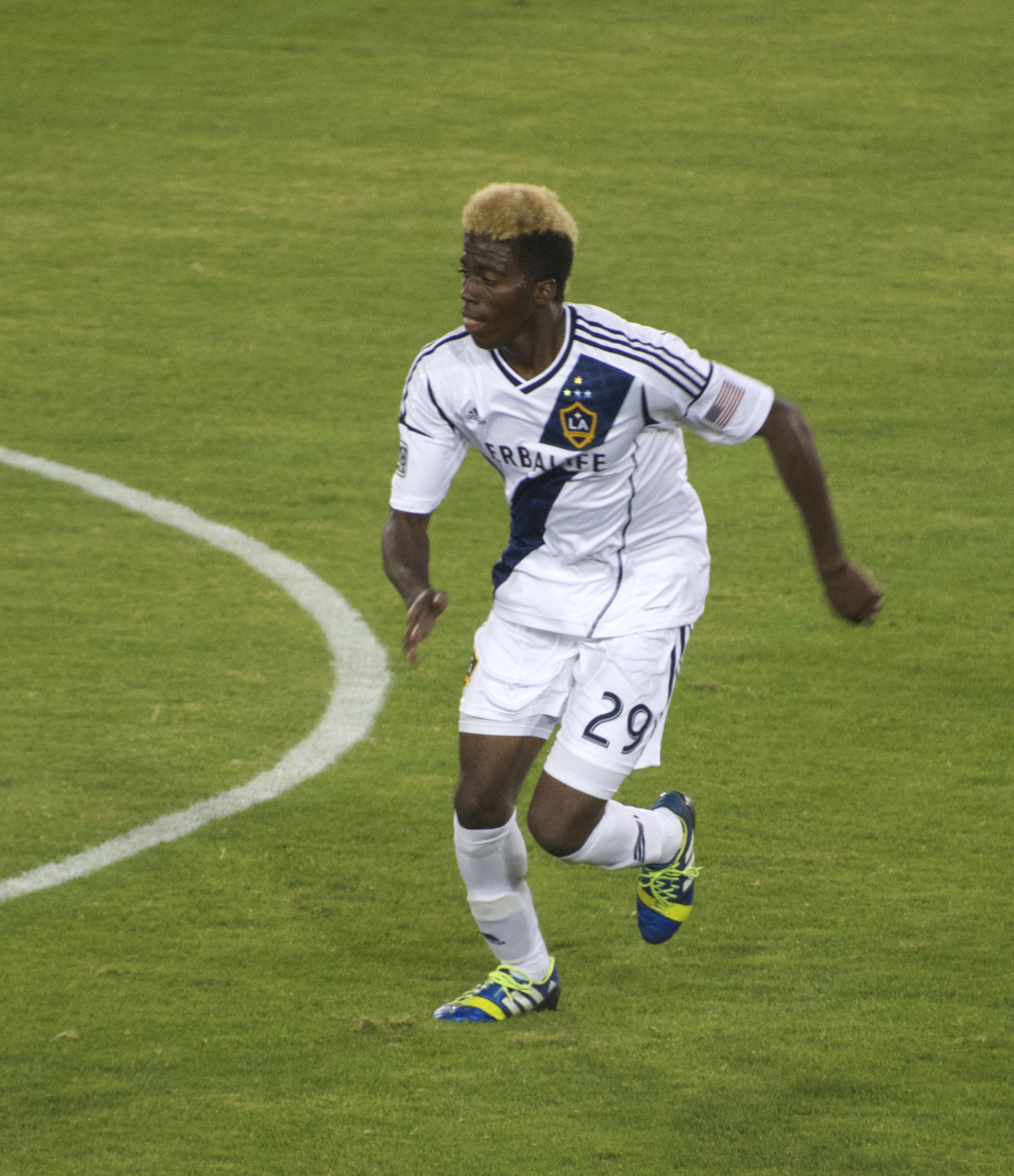
Зардес в составе «Лос-Анджелес Гэлакси»

Зардес — один из первых воспитанников академии «Лос-Анджелес Гэлакси». В 2009 году он покинул академию клуба и поступил в Университет штата Калифорния в Бейкерсфилде, где выступал за университетскую команду. В 2011 и 2012 годах в межсезонье в NCAA Гьяси выступал за клуб лиги PDL «Вентура Каунти Фьюжн». В 12 матчах за «Вентуру» он забил 10 голов.
20 декабря 2012 года родной клуб Зардеса «Гэлакси» подписал с ним контракт по правилу доморощенного игрока. 27 апреля 2013 года в матче против «Реал Солт-Лейк» он дебютировал за команду в MLS. 11 мая в поединке против «Ванкувер Уайткэпс» Гьяси забил свой первый гол за «Гэлакси». В сентябре 2014 года в матчах против «Колорадо Рэпидз» и «Чивас США» Зардес сделал два «дубля». В том же году Гьяси стал обладателем Кубка MLS. 3 марта 2016 года Зардес продлил контракт с «Лос-Анджелес Гэлакси» на несколько лет.
20 января 2018 года «Лос-Анджелес Гэлакси» приобрёл у «Коламбус Крю» форварда Олу Камару и в качестве частичной компенсации отправил в обратном направлении Зардеса. Свой дебют за «Крю», 3 марта в матче стартового тура сезона против «Торонто», он отметил голом. По итогам сезона 2018, в котором забил 19 мячей, став четвёртым лучшим бомбардиром лиги и лучшим бомбардиром среди американцев, Зардес был назван восстановившимся игроком года в MLS. 13 мая 2019 года он продлил контракт с «Коламбус Крю» на несколько лет, получив статус назначенного игрока.
22 апреля 2022 года Зардес был продан в «Колорадо Рэпидз» за $300 тыс. в общих распределительных средствах. Сумма сделки может возрасти до $1,1 млн, если игрок достигнет определённых показателей и повторно подпишет контракт с клубом на три года после сезона 2022. За «Рэпидз» он дебютировал на следующий день в матче против «Шарлотта». 14 мая в матче против «Лос-Анджелеса» он забил свой первый гол за «Рэпидз». По окончании сезона 2022 контракт Зардеса с «Колорадо Рэпидз» истёк, и клуб провёл переговоры с игроком о новом контракте.
12 декабря 2022 года Зардес на правах свободного агента присоединился к «Остину», подписав трёхлетний контракт до конца сезона 2025 с опцией продления на сезон 2026. За «Остин» он дебютировал 25 февраля 2023 года в матче стартового тура сезона против «Сент-Луис Сити». 17 мая в матче против «Сиэтл Саундерс» он забил свой первый гол за «Остин».

## Международная карьера
28 января 2015 года в товарищеском матче против сборной Чили Зардес дебютировал за сборную США, заменив во втором тайме Клинта Демпси. 5 июня в поединке против сборной Нидерландов Гьяси забил свой первый гол за национальную команду.
В 2015 году Зардес принял участие в Золотом кубке КОНКАКАФ. На турнире он сыграл в матчах против команд Гаити, Гондураса, Ямайки, Кубы и дважды Панамы. В поединке против кубинцев Гьяси забил гол.
28 мая 2016 года в поединке против сборной Боливии Зардес сделал «дубль».
Летом 2016 года Гьяси принял участие в домашнем Кубке Америки. На турнире он сыграл в матчах против команд Колумбии, Коста-Рики, Парагвая, Эквадора и Аргентины. В поединке против эквадорцев Зардес забил гол.
В 2017 году Зардес стал обладателем Золотого кубка КОНКАКАФ. На турнире он сыграл в матчах против сборных Панамы, Мартиники, Сальвадора, Коста-Рики и Ямайки.
Зардес был включён в состав сборной США на Золотой кубок КОНКАКАФ 2019. В первом матче в групповом раунде против сборной Гайаны забил гол на 55-й минуте и вместе с командой добился победы со счётом 4:0. Во втором матче против сборной Тринидада и Тобаго забил два мяча, а США победила со счётом 6:0.
Был включён в состав сборной на Золотой кубок КОНКАКАФ 2021.

### Голы за сборную США
| №   | Дата           | Место                                  | Противник                | Счёт | Результат | Соревнование                           |
| --- | -------------- | -------------------------------------- | ------------------------ | ---- | --------- | -------------------------------------- |
| 1.  | 5 июня 2015    | Амстердам Арена, Амстердам, Нидерланды | Нидерланды               | 1:1  | 3:4       | Товарищеский матч                      |
| 2.  | 18 июля 2015   | Эм-энд-ти Банк Стэдиум, Балтимор, США  | Куба                     | 2:0  | 6:0       | Золотой кубок КОНКАКАФ 2015            |
| 3.  | 13 ноября 2015 | Буш-стэдиум, Сент-Луис, США            | Сент-Винсент и Гренадины | 5:1  | 6:1       | Чемпионат мира 2018 (квалификация)     |
| 4.  | 28 мая 2016    | Чилдренс Мёрси Парк, Канзас-Сити, США  | Боливия                  | 1:0  | 4:0       | Товарищеский матч                      |
| 5.  | 28 мая 2016    | Чилдренс Мёрси Парк, Канзас-Сити, США  | Боливия                  | 3:0  | 4:0       | Товарищеский матч                      |
| 6.  | 16 июня 2016   | Сенчури Линк-филд, Сиэтл, США          | Эквадор                  | 2:0  | 2:1       | Кубок Америки 2016                     |
| 7.  | 21 марта 2019  | Орландо Сити Стэдиум, Орландо, США     | Эквадор                  | 1:0  | 1:0       | Товарищеский матч                      |
| 8.  | 18 июня 2019   | Аллианц Филд, Сент-Пол, США            | Гайана                   | 4:0  | 4:0       | Золотой кубок КОНКАКАФ 2019            |
| 9.  | 22 июня 2019   | Фёрст-Энерджи Стэдиум, Кливленд, США   | Тринидад и Тобаго        | 2:0  | 6:0       | Золотой кубок КОНКАКАФ 2019            |
| 10. | 22 июня 2019   | Фёрст-Энерджи Стэдиум, Кливленд, США   | Тринидад и Тобаго        | 3:0  | 6:0       | Золотой кубок КОНКАКАФ 2019            |
| 11. | 15 ноября 2019 | Эксплория Стэдиум, Орландо, США        | Канада                   | 2:0  | 4:1       | Лига наций КОНКАКАФ 2019/2020 (Лига A) |
| 12. | 15 ноября 2019 | Эксплория Стэдиум, Орландо, США        | Канада                   | 4:1  | 4:1       | Лига наций КОНКАКАФ 2019/2020 (Лига A) |
| 13. | 15 июля 2021   | Чилдренс Мёрси Парк, Канзас-Сити, США  | Мартиника                | 5:1  | 6:1       | Золотой кубок КОНКАКАФ 2021            |
| 14. | 29 июля 2021   | Кью-ту Стэдиум, Остин, США             | Катар                    | 1:0  | 1:0       | Золотой кубок КОНКАКАФ 2021            |

## Достижения
Командные
 «Лос-Анджелес Гэлакси»
- Чемпион MLS (обладатель Кубка MLS): 2014

 «Коламбус Крю»
- Чемпион MLS (обладатель Кубка MLS): 2020

 США
- Золотой кубок КОНКАКАФ: 2017

Личные
- Участник Матча всех звёзд MLS: 2015
- Восстановившийся игрок года в MLS: 2018

## Личная жизнь
В 2017 году Зардес окончил Университет штата Калифорния в Домингес-Хилсе, получив степень бакалавра наук в области уголовного права.